# Advanced Microcontroller Bus Architecture
Die Advanced Microcontroller Bus Architecture (AMBA) von Advanced RISC Machines Ltd. (ARM) definiert folgende Busse:
| Version | Busse |
| ------- | --- |
| 3       | - Advanced eXtensible Interface (AXI) - Advanced High-performance Bus (AHB, ersetzt den Advanced System Bus (ASB) in neueren Systemen) - Advanced Trace Bus (ATB) - Advanced Peripheral Bus (APB) |
| 4       | - Advanced eXtensible Interface (AXI) - Advanced Trace Bus (ATB) - Advanced Peripheral Bus (APB) - Low Power Interface - Q-Channel Interface - P-Channel Interface                                |

AMBA wird auf System-on-a-Chip-Systemen zur Verbindung der Komponenten verwendet, beispielsweise auch in FPGAs mit als Hardmacro integrierten ARM-Kernen. Ein typisches AMBA-basiertes System besteht aus einem Hochgeschwindigkeits-Bus (AHB bzw. ASB) und einem Peripherie-Bus (APB), die über eine Bridge miteinander verbunden sind.